# Station Saujon
Station Saujon is een spoorwegstation in de Franse gemeente Saujon.
Het treinstation werd geopend in 1876 door de Compagnie du Chemin de Fer de la Seudre. In 1910 vond er in Saujon een treinramp plaats met 38 doden.